# Włoszczowa
Włoszczowa ([vwɔʂˈt͡ʂɔva]ⓘ) es una ciudad polaca, capital del powiat de Włoszczowa, en el voivodato de Santa Cruz. Forma parte de la región histórica de la Pequeña Polonia.
Se sitúa a 50 km al este de Kielce, la capital del voivodato.